# Municipalité du district de Rokiškis
La municipalité du district de Rokiškis (en lituanien : Rokiškio rajono savivaldybė) est l'une des soixante municipalités de Lituanie. Son chef-lieu est Rokiškis.

## Seniūnijos de la municipalité du district de Rokiškis
- Juodupės seniūnija (Juodupė)
- Jūžintų seniūnija (Jūžintai)
- Kamajų seniūnija (Kamajai)
- Kazliškio seniūnija (Kazliškis)
- Kriaunų seniūnija (Kriaunos)
- Obelių seniūnija (Obeliai)
- Pandėlio seniūnija (Pandėlys)
- Panemunėlio seniūnija (Panemunėlis)
- Rokiškio kaimiškoji seniūnija (Rokiškis)
- Rokiškio miesto seniūnija (Rokiškis)

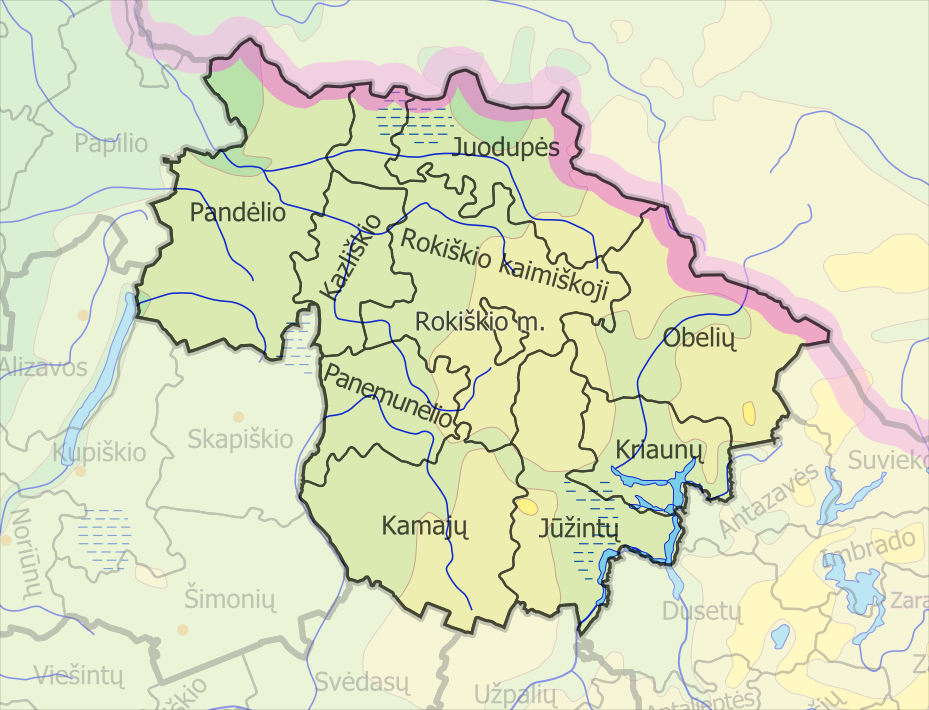
Seniūnijos de la municipalité du district de Rokiškis.